# A Magyar Kultúra Lovagjai 2021
A Magyar Kultúra Lovagja 2021. évi kitüntetettjei

## Az Egyetemes Kultúra Lovagja
743.	 dr. Rácz Erika (Nagykanizsa) nyá. pedagógus „A Zrínyi hagyományok és a horvát-magyar kapcsolatok ápolása érdekében kifejtett életművéért”
744.	 Mieczysław Witowski (Ószandec, Lengyelország) kultúraszervező „A magyar - lengyel kulturális kapcsolatok ápolásáért”
745.	 Dr. Zágorec-Csuka Judit (Kapca, Szlovénia) könyvtáros „A magyar nyelv és kultúra határon túli ápolásáért”
746.	 Li Zhen (Budapest) hungarológus  „A kínai és magyar kulturális kapcsolatok fejlesztéséért”

## A Magyar Kultúra Lovagja
747.	 dr. Babós Lajos (Kiskunlacháza) ny. egyetemi docens, író, történész, kutató, „Helytörténeti kutatómunkájáért”
748.	 Balog Gábor (Ipolybalog) nyá. polgármester, a CSEMADOK Nagykürtösi Választmányi Elnöke „A határon túli magyar kultúra ápolása érdekében kifejtett életművéért”
749.	 Baráth Sándor Kristóf (Vásárosnamény) faszobrász „A népi értékek megörökítéséért és a fafaragás népszerűsítéséért”
750.	 B. Dobos Teréz (Olaszfalu) szakács, szakoktató, csuhészobor készítő és szövő népi iparművész, „A népművészeti hagyományok példamutató ápolásáért”
751.	 Dr. habil. Bodó Barna (Temesvár, Románia) író, politológus, egyetemi tanár, doktorátusvezető, „A határon túli magyar közösség megmaradását elősegítő életművéért”
752.	 Bognár József (Úrhida) polgármester, „Példamutató polgármesteri és közösségszervező tevékenységéért”
753.	 Böszörményi Gergely (Budapest) közgazdász, lemezkiadó, „A kárpát-medencei magyar protestáns énekkultúra továbbörökítése és közösségápoló szolgálatáért”
754.	 Haklik József (Vásárosnamény) nyá. építésvezető – mérnöki tehetségek gondozó, „A hátrányos helyzetű térség települései arculatának alakítása érdekében kifejtett életművéért”
755.	 Hegedűsné Kripák Ildikó (Csörög) polgármester „A település életminősége fejlesztésért”
756.	 Illés Sándor (Monostorapáti) plébános,  „A szolgálati térsége települései értékeinek a megőrzéséért”
757.	 Juhász Judit (Budapest) közgazdász, Táncsics Mihály- és Kováts Flórián-díjas újságíró, „A magyar kultúra példamutató szolgálata érdekében kifejtett életművéért”
758.	 Lóczi Miklós (Jászapáti) elnök-vezérigazgató, „Az életminőség fejlesztéséért”
759.	 Losoncziné Szentandrási Erzsébet (Csongrád) pedagógus, „A Kossuth hagyományok ápolása érdekében kifejtett életművéért”
760.	 Kovács Kati (Budapest) előadóművész, dalszövegíró, színésznő, „A könnyűzene népszerűsítése és a falvak életminősége fejlesztése érdekében kifejtett életművéért”
761.	 dr. Medvigy Endre (Budapest) irodalmár, „Irodalmi értékek felkutatása és népszerűsítése érdekében kifejtett életművéért”
762.	 Máté Istvánné Orosz Margit (Bánhorváti) pedagógus, költő, „A magyar irodalom ápolása érdekében kifejtett életművéért”
763.	 Mezősi László (Sátoraljaújhely) gázkészülék szerelő, hagyományőrző, „A magyar kulturális örökség és hagyományok ápolásáért”
764.	 Németh István Miklós (Székesfehérvár) nyá. ezredes, „A katonaelődök emlékének ápolása érdekében kifejtett életművéért”
765.	 Őze János (Szécsény) mérnök, főépítész, „A néptánckultúra ápolása érdekében kifejtett életművéért”
766.	 Pék László (Taksony, Szlovákia) nyá. tanár, „A határon túli magyar kulturális örökség ápolása érdekében kifejtett életművéért”
767.	 Sántáné Kurunczi Mária (Szeged) író „A kultúrával történő példamutató életminőség-fejlesztő tevékenységéért”
768.	 Sóstainé Márfi Ibolya (Szepetnek) ÁMK igazgató, „A település életminősége fejlesztésért”
769.	 Szemere Judit (Beregszász, Ukrajna) újságíró, „A határon túli magyar kultúra támogatásáért”
770.	 Székely Gábor Attila (Kunszentmiklós) helytörténeti kutató, magángyűjtő „A kulturális örökség ápolásáért”
771.	 Szigetvári József (Százhalombatta) ÁMK igazgató „A kulturális örökség ápolása érdekében kifejtett életművéért”
772.	 Tóth István (Gálocs, Ukrajna - Budapest) tanár, író, ny.főkonzul „A magyar nyelv és kultúra határon túli ápolása érdekében kifejtett életművéért”
773.	 Zemlényi Katica (Székesfehérvár) egyházzenész, karnagy. művészeti vezető „A zenekultúra ápolása érdekében végzett példamutató tevékenységéért”

## Posztumusz Az Egyetemes Kultúra Lovagja
774.	 Forró Tamás (Csömör) történész, műfordító „A norvég-magyar kulturális és tudományos kapcsolatok ápolásáért”
775.	 Laczkó Lajos (Borsi, Szlovákia) kőbánya üzemvezető „A határon túli magyar kulturális örökség ápolása érdekében kifejtett életművéért”
776.	 Gróf Zrínyi Miklós (Csáktornya, Horvátország) költő, hadvezér és hadtudós  „A hadtudomány és a magyar irodalom fejlesztése érdekében végzett életművéért”